# Fides et Ratio
Fides et Ratio is de dertiende encycliek van paus Johannes Paulus II en verscheen op het feest van de Kruisverheffing op 14 september 1998.
Deze encycliek handelt over de verhouding van geloof en rede.
- Inleiding
- Eerste hoofdstuk - De openbaring van Gods wijsheid
- Tweede hoofdstuk - Credo ut intellegam
- Derde hoofdstuk - Intellego ut Credam
- Vierde hoofdstuk - De verhouding van geloof en rede
- Vijfde hoofdstuk - De tussenkomsten van het Leergezag in wijsgerige aangelegenheden
- Zesde hoofdstuk - De wisselwerking tussen theologie en filosofie
- Zevende hoofdstuk - Actuele eisen en opgaven
- Achtste hoofdstuk - Slot